# ActuaLitté
ActuaLitté es una revista literaria en línea creada en febrero de 2008 y distribuida en línea. Esta publicación cubre todas las áreas de la edición y el libro, con especialización en temas digitales. El equipo cuenta con siete editores permanentes, incluido el cofundador y director editorial Nicolas Gary, cuatro columnistas y editores ocasionales, que publican una treintena de artículos al día.

## Historia
ActuaLitté fue creada en febrero de 2008 por un grupo de cuatro amigos.  El sitio se pone en línea con un mes y medio de contenido, lo que permite una actualización inmediata.  El equipo de editores incluye además un periodista, un periodista web, un profesor de literatura y un bibliotecario. El sitio fue rentable desde el año de su lanzamiento,  y se convirtió en empresa en 2009.
En 2010, ActuaLitté se convirtió en la primera revista literaria disponible en iPhone, gracias a su aplicación móvil iOS.  En marzo del mismo año se firmó una colaboración con la plataforma de autoedición Unibook, para «dar más visibilidad a los autores autopublicados».
En junio de 2011, el sitio reunió a varios interesados en los libros que se oponían al cambio de nombre de una parte de la calle Sébastien-Bottin, en París, a calle Gaston Gallimard. Veían esta acción como realizada en beneficio de la casa editorial Éditions Gallimard y como un símbolo de una «visión arcaica de la edición».  En septiembre de 2011, ActuaLitté unió fuerzas con una veintena de editores y actores digitales en torno a un sitio dedicado a las novedades del libro digital, con motivo del inicio de la temporada literaria.  En diciembre, la revista se asoció con Google Libros para la creación de una biblioteca de descargas de obras de dominio público.
En febrero de 2012, ActuaLitté se asoció con Decitre para abrir un espacio de librería que comprende un millón de títulos.
En febrero de 2013, con motivo de su quinto aniversario, ActuaLitté compró Les Histoires sans fin, un sitio web literatura infantil fundado por Fred Ricou.  En agosto, ActuaLitté se unió al proyecto Bradbury, basado en una idea de escritor Ray Bradbury que aconsejaba a los jóvenes autores escribir un cuento por semana durante un año. El objetivo es poner en línea los 52 cuentos de Neil Jomunsi durante 52 semanas.
Con Chapitre.com, ActuaLitté está en el origen de la plataforma Premiers Cadeaux, que permite leer extractos de obras de forma gratuita antes de una posible compra. ActuaLitté es socio de Éditions du Net para la organización del Día del Manuscrito Francófono.

## Presentación
ActualLitté se definió originalmente como una «pagina del personajes», abordando todos los temas vinculados al mundo del libro. Tiene cinco secciones: mundo editorial; lectura digital; historietas, manga e historietas de los Estados Unidos; cultura; artes y letras y finalmente patrimonio y educación. Se cubren todos los aspectos de la industria del libro, incluidas las publicaciones, librerías, bibliotecas, autores y eventos. ActuaLitté se ha especializado a lo largo del tiempo en los desafíos del desarrollo digital y la dematerialización del libro. Les Échos lo describe como un sitio «con un tono provocativo», cuyos artículos contienen «espadas regulares», añadiendo que «se ha hecho un verdadero hueco en el nicho de la información en el mundo editorial». Algunos artículos se ofrecen bajo una licencia Creative Commons.

### Tráfico y lectores
En 2010, el sitio atraía aproximadamente de 9500 a 11 000 visitantes cada día, con un equipo de siete editores que actualizan el sitio diariamente. Con una treintena de artículos diarios, el sitio Publishing Perspective los describe como «el sitio que nunca duerme».
A principios de 2013, ActuaLitté atraía 550 000 visitantes cada mes según Les Échos, y el tráfico aumentó a 650 000 a principios de 2014. La Ministra de Cultura del gobierno Hollande, Aurélie Filippetti, lo cita regularmente entre sus fuentes de información. Según estadísticas de 2012, un 57 % lectores de ActuaLitté son mujeres y el boletín informativo es leído por un 60 % por profesionales del libro. La publicidad genera de 15 a 20 % de la facturación.

### Equipo
El equipo de ActuaLitté está formado por siete editores permanentes, entre ellos el gerente y director de la publicación, Nicolas Gary, y cuatro columnistas. El sitio también utiliza editores ocasionales.